# Saint Pauls Mountain
Der Saint Pauls Mountain ist ein hoher Berg mit steilen und schroffen Flanken im ostantarktischen Viktorialand. Er ragt in der Asgard Range an der Nordseite des Taylor-Gletschers und 3 km nordöstlich des Round Mountain auf, mit dem er über einen Bergrücken verbunden ist.
Teilnehmer der britischen Discovery-Expedition (1901–1904) benannten ihn nach dem Apostel Paulus.